# Siccia microsticta
Siccia microsticta är en fjärilsart som beskrevs av George Francis Hampson 1914. Siccia microsticta ingår i släktet Siccia och familjen björnspinnare. Inga underarter finns listade i Catalogue of Life.